# Aphthona lutescens
Aphthona lutescens es una especie de coleóptero de la familia Chrysomelidae. Fue descrita científicamente por primera vez en 1808 por Gyllenhaal.